# Cryptocoryne zaidiana
Cryptocoryne zaidiana là một loài thực vật có hoa trong họ Ráy (Araceae). Loài này được Ipor & Tawan mô tả khoa học đầu tiên năm 2005.